# London Belongs to Me
Pour plus de détails, voir Fiche technique et Distribution.
London Belongs to Me est un film britannique réalisé par Sidney Gilliat, sorti en 1948.

## Synopsis
La veille de Noël 1938, au sud de Londres. Mme Vizzard est veuve et arrive à joindre les deux bouts en louant des chambres au 10, rue Dulcimer : les Josser occupent le rez-de-chaussée, les Boon le premier et Connie Coke le dernier. Elle a passé une annonce pour un nouveau locataire et Henry Squales, à la figure sinistre, s'installe donc au sous-sol. Plus tard, Mme Vizzard se rend à la London Psychical Society, où on annonce un nouveau médium. Quand les lumières s'allument à la fin, elle est surprise de voir que c'est son nouveau locataire.
Percy Boon invite Doris Josser au Moonraker Club. Pendant un intervalle entre les danses, un homme lui conseille de partir. Quelques minutes plus tard, un coup de sifflet retentit qui déclenche une descente de police. Percy s'échappe avec succès, mais Doris se retrouve avec ce qu'elle sait maintenant être un policier sous couverture, Bill Tubbs, qui dit qu'il la fera libérer. Percy, après avoir volé une voiture, emmène Myrna Watson faire un tour en voiture. Il panique quand il voit un policier, et conduit trop vite, ce qui provoque l'ouverture de la porte passager et la chute de Myrna qui décède. Le lendemain, Percy entend des ragots sur la mort de Myrna, mais il est soulagé d'apprendre que le suspect est censé être d'âge moyen. Deux détectives interrogent Percy, et obtiennent un alibi contradictoire.
M. Chigwell, de la Psychical Society, dit à Mme Vizzard que Squales est un escroc. Furieuse, Mme Vizzard tente de l'expulser. En allant emballer ses affaires, il découvre des preuves qui lui font réaliser que le lien de Percy avec l'affaire Myrna Watson. Feignant la maladie, il perturbe Mme Vizzard en ventriloquant une voix qui prétend que sa maison porte la marque de Caïn.
La police arrête Percy le lendemain matin. Mme Vizzard est horrifiée par les torts causés à sa réputation - mais elle est maintenant convaincue que Squales est un véritable médium et le laisse rester. Bill interroge Squales, qui accepte à contrecœur de témoigner contre Percy. Doris est furieuse contre Bill pour avoir arrêté Percy et refuse de lui parler. Dans sa cellule, Percy fait des cauchemars sur Doris, Myrna et son destin imminent.
La police assigne Squales à comparaître au Old Bailey. Il implore Mme Vizzard de ne pas s'approcher du procès - mais elle se présente comme il se doit dans la tribune publique. Percy est reconnu coupable de meurtre, mais le jury demande pitié - et il y a appel. Les preuves de Squales font comprendre à Mme Vizzard qu'il l'a encore trompée, et elle le jette dehors pour de bon.
Henry Josser va voir ses parents, convaincu que le cas de Percy est un symbole de vengeance de classe. Après une quinzaine de jours, il va devant le Parlement pour demander la libération de Percy. En traversant le pont de Westminster, il voit que Percy a déjà été gracié.
Nous sommes le 31 août 1939. Squales prédit la guerre dans six mois.

## Fiche technique
- Titre original : London Belongs to Me
- Réalisation : Sidney Gilliat
- Scénario : Norman Collins, Sidney Gilliat, d'après un roman de J.B. Williams
- Direction artistique : Roy Oxley
- Costumes : Beatrice Dawson, John Gudenian
- Photographie : Wilkie Cooper
- Son : Jack Locke
- Montage : Thelma Connell
- Musique : Benjamin Frankel
- Production : Frank Launder, Sidney Gilliat
- Société de production : Individual Pictures, Independent Producers
- Société de distribution : General Film Distributors
- Pays d'origine :  Royaume-Uni
- Langue originale : anglais
- Format : Noir et blanc  — 35 mm — 1,37:1 — son mono
- Genre : Comédie dramatique
- Durée : 112 minutes
- Dates de sortie : Royaume-Uni : 12 août 1948

## Distribution
- Richard Attenborough : Percy Boon
- Alastair Sim : M. Squales
- Fay Compton : Mme Josser
- Stephen Murray : Oncle Henry
- Wylie Watson : M. Josser
- Susan Shaw : Doris Josser
- Joyce Carey : Mme Vizzard
- Ivy St. Helier : Connie Coke
- Andrew Crawford : Bill
- Hugh Griffith : Headlam Fynne
- Ivor Barnard : M. Justice Plymme